# Michów (Lublino)
Michów è un comune rurale polacco del distretto di Lubartów, nel voivodato di Lublino.
Ricopre una superficie di 135,93 km² e nel 2006 contava 6 417 abitanti.